# Lobelhe do Mato
Lobelhe do Mato ist ein Ort und eine ehemalige Gemeinde (Freguesia) im portugiesischen Kreis Mangualde. Die Gemeinde hatte 259 Einwohner (Stand 30. Juni 2011).
Am 29. September 2013 wurden die Gemeinden Lobelhe do Mato und Moimenta de Maceira Dão zur neuen Gemeinde União das Freguesias de Moimenta de Maceira Dão e Lobelhe do Mato zusammengeschlossen.